# Simon Toftgaard Jespersen
Simon Toftgaard Jespersen, også kendt som Simon TJ, blev i maj 2019 valgt til formand for Muskelsvindfonden på det årlige landsmøde, Simon har selv Muskelsvindstypen SMA2. Han har siden 2009 været fast inventar på Grøn Koncert, først som den fiktive figur Tonni The Man (2009-2013) og siden som konferencier side om side med Jacob Haugaard.